# 아메리카가시쥐속
아메리카가시쥐속(Scolomys)은 비단털쥐과 목화쥐아과에 속하는 설치류 속의 하나이다. 몇몇 증거를 통해 아메리카사탕수수쥐속(Zygodontomys)과 근연 관계를 가진 것으로 추정하고 있다. 여러 특성들 중에 가시털이 특징적이다. 2종을 포함하고 있다.

## 특징
꼬리 길이 55~67mm를 제외한 몸길이가 84~100mm인 작은 설치류로 몸무게는 최대 33g이다.

## 분포
남아메리카 중부와 서부 지역의 에콰도르 동부에서 브라질 서부까지 지역에 분포한다.

## 하위 종
- 남아메리카가시쥐 (Scolomys melanops)
- 우카얄리가시쥐 (Scolomys ucayalensis)

## 계통 분류
다음은 2006년 웩슬러 등(Weksler_et_al..)의 연구에 기초한 계통 분류이다.

|  | 우카얄리물쥐속, 맥코넬쌀쥐속, 핸들리쥐속, 큰머리쌀쥐속, 해먼드쌀쥐속, 톰스쌀쥐속, 나무쌀쥐속, 안데스횡단쌀쥐속 |
|  | |
|  | \| \| 작은쌀쥐속, 거친털쥐속, 피그미쌀쥐속, 페루쌀쥐속 \| \| \| \| \| \| 해안쌀쥐속, 세하두쌀쥐속, 흰반점산악쥐속, 회색쌀쥐속, 습지쥐속, 큰습지쥐속, 검은쌀쥐속, 남아메리카물쥐속, 갈라파고스쌀쥐속, 쌀쥐속, 브라질가짜쌀쥐속, 쌀물쥐속, 파라과이쌀쥐속 \| \| \| \| |
|  | |
|  | 작은쌀쥐속, 거친털쥐속, 피그미쌀쥐속, 페루쌀쥐속 |
|  | |
|  | 해안쌀쥐속, 세하두쌀쥐속, 흰반점산악쥐속, 회색쌀쥐속, 습지쥐속, 큰습지쥐속, 검은쌀쥐속, 남아메리카물쥐속, 갈라파고스쌀쥐속, 쌀쥐속, 브라질가짜쌀쥐속, 쌀물쥐속, 파라과이쌀쥐속                                                                                      |
|  | |

|  | 작은쌀쥐속, 거친털쥐속, 피그미쌀쥐속, 페루쌀쥐속 |
|  | |
|  | 해안쌀쥐속, 세하두쌀쥐속, 흰반점산악쥐속, 회색쌀쥐속, 습지쥐속, 큰습지쥐속, 검은쌀쥐속, 남아메리카물쥐속, 갈라파고스쌀쥐속, 쌀쥐속, 브라질가짜쌀쥐속, 쌀물쥐속, 파라과이쌀쥐속 |
|  | |

|  | 우카얄리물쥐속, 맥코넬쌀쥐속, 핸들리쥐속, 큰머리쌀쥐속, 해먼드쌀쥐속, 톰스쌀쥐속, 나무쌀쥐속, 안데스횡단쌀쥐속 |
|  | |
|  | \| \| 작은쌀쥐속, 거친털쥐속, 피그미쌀쥐속, 페루쌀쥐속 \| \| \| \| \| \| 해안쌀쥐속, 세하두쌀쥐속, 흰반점산악쥐속, 회색쌀쥐속, 습지쥐속, 큰습지쥐속, 검은쌀쥐속, 남아메리카물쥐속, 갈라파고스쌀쥐속, 쌀쥐속, 브라질가짜쌀쥐속, 쌀물쥐속, 파라과이쌀쥐속 \| \| \| \| |
|  | |
|  | 작은쌀쥐속, 거친털쥐속, 피그미쌀쥐속, 페루쌀쥐속 |
|  | |
|  | 해안쌀쥐속, 세하두쌀쥐속, 흰반점산악쥐속, 회색쌀쥐속, 습지쥐속, 큰습지쥐속, 검은쌀쥐속, 남아메리카물쥐속, 갈라파고스쌀쥐속, 쌀쥐속, 브라질가짜쌀쥐속, 쌀물쥐속, 파라과이쌀쥐속                                                                                      |
|  | |

|  | 작은쌀쥐속, 거친털쥐속, 피그미쌀쥐속, 페루쌀쥐속 |
|  | |
|  | 해안쌀쥐속, 세하두쌀쥐속, 흰반점산악쥐속, 회색쌀쥐속, 습지쥐속, 큰습지쥐속, 검은쌀쥐속, 남아메리카물쥐속, 갈라파고스쌀쥐속, 쌀쥐속, 브라질가짜쌀쥐속, 쌀물쥐속, 파라과이쌀쥐속 |
|  | |